# Peter Gunn (película de 1989)
Es un telefilm (película para televisión) dirigida por Blake Edward en 1989, adaptación de la serie televisiva homónima de finales de la década de 1950 en la que Edwards había trabajado. En 1967, el mismo director ya había dirigido otra versión de esta misma serie con el título  Gunn.

## Argumento
Durante la investigación de un caso, Gunn tendrá que enfrentarse a un grupo de gángsters y policías corruptos.

## Reparto y música
- En el reparto aparece en uno de los principales papeles Jennifer Edwards, la hija del director, como Maggie.
- Rodada en color DeLuxe.
- Hay más de una versión del tema musical original de Henry Mancini. Entre otros, los realizados por Emerson, Lake and Palmer, The Art of Noise y Deodat, aunque, probablemente, el más conocido es el interpretado por The Blues Brothers.